# 11e étape du Tour d'Espagne 2017
La 11e étape du Tour d'Espagne 2017 se déroule le mercredi 30 août 2017, entre Lorca et Observatoire de Calar Alto, sur une distance de 187,5 kilomètres.

## La course
Un groupe de quatorze coureurs n'obtient pas un écart supérieur à cinq minutes sur le peloton mené par les Sky. Alors que cet écart s'est réduit à moins de deux minutes, Simon Yates et Atapuma s'échappent et rejoignent les échappés restants (Armée, Bardet, Visconti) avant le sommet à l'alto de Velefique. Armée et Visconti sont lâchés dans la descente, en début de l'ascension finale Yates montre des difficultés ou se relève pour aider Chaves. Contador et Nibali attaquent, un groupe de moins de dix coureurs se crée. Atapuma et Bardet sont repris dans la portion moins pentue. Nibali attaque à nouveau, puis Lopez après la flamme rouge, Nibali, Froome et Kelderman sont à une dizaine de secondes.
« L’envol de Superman Lopez », sur le site officiel, 30 août 2017

## Résultats

### Classement de l'étape
| \| Classement de l'étape \| Classement de l'étape \| Classement de l'étape \| Classement de l'étape \| Classement de l'étape \| \| Coureur \| Coureur \| Pays \| Équipe \| Temps \| \| --------------------- \| --------------------- \| --------------------- \| --------------------- \| --------------------- \| \| 1er \| Miguel Ángel López \| Colombie \| Astana \| 5 h 05 min 09 s \| \| 2e \| Christopher Froome \| Royaume-Uni \| Team Sky \| + 14 s \| \| 3e \| Vincenzo Nibali \| Italie \| Bahrain-Merida \| + 14 s \| \| 4e \| Wilco Kelderman \| Pays-Bas \| Team Sunweb \| + 14 s \| \| 5e \| Romain Bardet \| France \| AG2R La Mondiale \| + 31 s \| \| 6e \| Alberto Contador \| Espagne \| Trek-Segafredo \| + 31 s \| \| 7e \| Ilnur Zakarin \| Russie \| Katusha-Alpecin \| + 31 s \| \| 8e \| Mikel Nieve \| Espagne \| Team Sky \| + 31 s \| \| 9e \| Darwin Atapuma \| Colombie \| UAE Team Emirates \| + 1 min 02 s \| \| 10e \| David de la Cruz \| Espagne \| Quick-Step Floors \| + 1 min 14 s \| |                    |             |                   |                 |
| |                    |             |                   |                 |
| Source : ProCyclingStats |                    |             |                   |                 |
| Classement de l'étape |                    |             |                   |                 |
| Coureur | Coureur            | Pays        | Équipe            | Temps           |
| 1er | Miguel Ángel López | Colombie    | Astana            | 5 h 05 min 09 s |
| 2e | Christopher Froome | Royaume-Uni | Team Sky          | + 14 s          |
| 3e | Vincenzo Nibali    | Italie      | Bahrain-Merida    | + 14 s          |
| 4e | Wilco Kelderman    | Pays-Bas    | Team Sunweb       | + 14 s          |
| 5e | Romain Bardet      | France      | AG2R La Mondiale  | + 31 s          |
| 6e | Alberto Contador   | Espagne     | Trek-Segafredo    | + 31 s          |
| 7e | Ilnur Zakarin      | Russie      | Katusha-Alpecin   | + 31 s          |
| 8e | Mikel Nieve        | Espagne     | Team Sky          | + 31 s          |
| 9e | Darwin Atapuma     | Colombie    | UAE Team Emirates | + 1 min 02 s    |
| 10e | David de la Cruz   | Espagne     | Quick-Step Floors | + 1 min 14 s    |

### Points attribués
| Sprint intermédiaire - Sorbas (km 103,4) | Sprint intermédiaire - Sorbas (km 103,4) | Sprint intermédiaire - Sorbas (km 103,4) | Sprint intermédiaire - Sorbas (km 103,4) | Sprint intermédiaire - Sorbas (km 103,4) |
| ---------------------------------------- | ---------------------------------------- | ---------------------------------------- | ---------------------------------------- | ---------------------------------------- |
|                                          | Coureur                                  | Pays                                     | Équipe                                   | Point(s)                                 |
| 1er                                      | Matej Mohorič                            | Slovénie                                 | UAE Emirates                             | 4                                        |
| 2e                                       | Simon Clarke                             | Australie                                | Cannondale-Drapac                        | 2                                        |
| 3e                                       | Bob Jungels                              | Luxembourg                               | Quick-Step Floors                        | 1                                        |
| modifier                                 |                                          |                                          |                                          |                                          |

| Arrivée d'étape - Observatoire de Calar Alto (km 187,5) | Arrivée d'étape - Observatoire de Calar Alto (km 187,5) | Arrivée d'étape - Observatoire de Calar Alto (km 187,5) | Arrivée d'étape - Observatoire de Calar Alto (km 187,5) | Arrivée d'étape - Observatoire de Calar Alto (km 187,5) |
| ------------------------------------------------------- | ------------------------------------------------------- | ------------------------------------------------------- | ------------------------------------------------------- | ------------------------------------------------------- |
|                                                         | Coureur                                                 | Pays                                                    | Équipe                                                  | Point(s)                                                |
| 1er                                                     | Miguel Ángel López                                      | Colombie                                                | Astana                                                  | 25                                                      |
| 2e                                                      | Christopher Froome                                      | Royaume-Uni                                             | Sky                                                     | 20                                                      |
| 3e                                                      | Vincenzo Nibali                                         | Italie                                                  | Bahrain-Merida                                          | 16                                                      |
| 4e                                                      | Wilco Kelderman                                         | Pays-Bas                                                | Sunweb                                                  | 14                                                      |
| 5e                                                      | Romain Bardet                                           | France                                                  | AG2R La Mondiale                                        | 12                                                      |
| 6e                                                      | Alberto Contador                                        | Espagne                                                 | Trek-Segafredo                                          | 10                                                      |
| 7e                                                      | Ilnur Zakarin                                           | Russie                                                  | Katusha-Alpecin                                         | 9                                                       |
| 8e                                                      | Mikel Nieve                                             | Espagne                                                 | Sky                                                     | 8                                                       |
| 9e                                                      | Darwin Atapuma                                          | Colombie                                                | UAE Emirates                                            | 7                                                       |
| 10e                                                     | David de la Cruz                                        | Espagne                                                 | Quick-Step Floors                                       | 6                                                       |
| 11e                                                     | Michael Woods                                           | Canada                                                  | Cannondale-Drapac                                       | 5                                                       |
| 12e                                                     | Wout Poels                                              | Pays-Bas                                                | Sky                                                     | 4                                                       |
| 13e                                                     | Richard Carapaz                                         | Équateur                                                | Movistar                                                | 3                                                       |
| 14e                                                     | Peio Bilbao                                             | Espagne                                                 | Astana                                                  | 2                                                       |
| 15e                                                     | Fabio Aru                                               | Italie                                                  | Astana                                                  | 1                                                       |
| modifier                                                |                                                         |                                                         |                                                         |                                                         |

|   | Coureur       | Pays       | Équipe            | Secondes |
| - | ------------- | ---------- | ----------------- | -------- |
| 1 | Matej Mohorič | Slovénie   | UAE Emirates      | 3 s      |
| 2 | Simon Clarke  | Australie  | Cannondale-Drapac | 2 s      |
| 3 | Bob Jungels   | Luxembourg | Quick-Step Floors | 1 s      |

|   | Coureur            | Pays        | Équipe         | Secondes |
| - | ------------------ | ----------- | -------------- | -------- |
| 1 | Miguel Ángel López | Colombie    | Astana         | 10 s     |
| 2 | Christopher Froome | Royaume-Uni | Sky            | 6 s      |
| 3 | Vincenzo Nibali    | Italie      | Bahrain-Merida | 4 s      |

### Cols et côtes
| Alto de Velefique (km 157,2) 1re catégorie (13,2 km à 8,6%) | Alto de Velefique (km 157,2) 1re catégorie (13,2 km à 8,6%) | Alto de Velefique (km 157,2) 1re catégorie (13,2 km à 8,6%) | Alto de Velefique (km 157,2) 1re catégorie (13,2 km à 8,6%) | Alto de Velefique (km 157,2) 1re catégorie (13,2 km à 8,6%) |
| ----------------------------------------------------------- | ----------------------------------------------------------- | ----------------------------------------------------------- | ----------------------------------------------------------- | ----------------------------------------------------------- |
|                                                             | Coureur                                                     | Pays                                                        | Équipe                                                      | Point(s)                                                    |
| 1er                                                         | Romain Bardet                                               | France                                                      | AG2R La Mondiale                                            | 10                                                          |
| 2e                                                          | Darwin Atapuma                                              | Colombie                                                    | UAE Emirates                                                | 6                                                           |
| 3e                                                          | Sander Armée                                                | Belgique                                                    | Lotto-Soudal                                                | 4                                                           |
| 4e                                                          | Simon Yates                                                 | Royaume-Uni                                                 | Orica-Scott                                                 | 2                                                           |
| 5e                                                          | Giovanni Visconti                                           | Italie                                                      | Bahrain-Merida                                              | 1                                                           |
| modifier                                                    |                                                             |                                                             |                                                             |                                                             |

| Observatoire de Calar Alto (km 187,5) 1re catégorie (15,5 km à 5,9%) | Observatoire de Calar Alto (km 187,5) 1re catégorie (15,5 km à 5,9%) | Observatoire de Calar Alto (km 187,5) 1re catégorie (15,5 km à 5,9%) | Observatoire de Calar Alto (km 187,5) 1re catégorie (15,5 km à 5,9%) | Observatoire de Calar Alto (km 187,5) 1re catégorie (15,5 km à 5,9%) |
| -------------------------------------------------------------------- | -------------------------------------------------------------------- | -------------------------------------------------------------------- | -------------------------------------------------------------------- | -------------------------------------------------------------------- |
|                                                                      | Coureur                                                              | Pays                                                                 | Équipe                                                               | Point(s)                                                             |
| 1er                                                                  | Miguel Ángel López                                                   | Colombie                                                             | Astana                                                               | 10                                                                   |
| 2e                                                                   | Christopher Froome                                                   | Royaume-Uni                                                          | Sky                                                                  | 6                                                                    |
| 3e                                                                   | Vincenzo Nibali                                                      | Italie                                                               | Bahrain-Merida                                                       | 4                                                                    |
| 4e                                                                   | Wilco Kelderman                                                      | Pays-Bas                                                             | Sunweb                                                               | 2                                                                    |
| 5e                                                                   | Romain Bardet                                                        | France                                                               | AG2R La Mondiale                                                     | 1                                                                    |
| modifier                                                             |                                                                      |                                                                      |                                                                      |                                                                      |

## Classements à l'issue de l'étape

### Classement général
| \| Classement général \| Classement général \| Classement général \| Classement général \| Classement général \| \| Coureur \| Coureur \| Pays \| Équipe \| Temps \| \| ------------------ \| ------------------ \| ------------------ \| ------------------ \| ------------------ \| \| 1er \| Christopher Froome \| Royaume-Uni \| Team Sky \| 45 h 18 min 01 s \| \| 2e \| Vincenzo Nibali \| Italie \| Bahrain-Merida \| + 1 min 19 s \| \| 3e \| Esteban Chaves \| Colombie \| Orica-Scott \| + 2 min 33 s \| \| 4e \| David de la Cruz \| Espagne \| Quick-Step Floors \| + 2 min 36 s \| \| 5e \| Wilco Kelderman \| Pays-Bas \| Team Sunweb \| + 2 min 37 s \| \| 6e \| Ilnur Zakarin \| Russie \| Katusha-Alpecin \| + 2 min 38 s \| \| 7e \| Fabio Aru \| Italie \| Astana \| + 2 min 57 s \| \| 8e \| Michael Woods \| Canada \| Cannondale-Drapac \| + 3 min 01 s \| \| 9e \| Alberto Contador \| Espagne \| Trek-Segafredo \| + 3 min 55 s \| \| 10e \| Miguel Ángel López \| Colombie \| Astana \| + 4 min 11 s \| |                    |             |                   |                  |
| |                    |             |                   |                  |
| Source : ProCyclingStats |                    |             |                   |                  |
| Classement général |                    |             |                   |                  |
| Coureur | Coureur            | Pays        | Équipe            | Temps            |
| 1er | Christopher Froome | Royaume-Uni | Team Sky          | 45 h 18 min 01 s |
| 2e | Vincenzo Nibali    | Italie      | Bahrain-Merida    | + 1 min 19 s     |
| 3e | Esteban Chaves     | Colombie    | Orica-Scott       | + 2 min 33 s     |
| 4e | David de la Cruz   | Espagne     | Quick-Step Floors | + 2 min 36 s     |
| 5e | Wilco Kelderman    | Pays-Bas    | Team Sunweb       | + 2 min 37 s     |
| 6e | Ilnur Zakarin      | Russie      | Katusha-Alpecin   | + 2 min 38 s     |
| 7e | Fabio Aru          | Italie      | Astana            | + 2 min 57 s     |
| 8e | Michael Woods      | Canada      | Cannondale-Drapac | + 3 min 01 s     |
| 9e | Alberto Contador   | Espagne     | Trek-Segafredo    | + 3 min 55 s     |
| 10e | Miguel Ángel López | Colombie    | Astana            | + 4 min 11 s     |

### Classement par points
| Classement par points | Classement par points | Classement par points | Classement par points | Classement par points |
| Coureur               | Coureur               | Pays                  | Équipe                | Points                |
| --------------------- | --------------------- | --------------------- | --------------------- | --------------------- |
| 1er                   | Matteo Trentin        | Italie                | Quick-Step Floors     | 78 pts                |
| 2e                    | Christopher Froome    | Royaume-Uni           | Team Sky              | 75 pts                |
| 3e                    | Vincenzo Nibali       | Italie                | Bahrain-Merida        | 53 pts                |
| 4e                    | Matej Mohorič         | Slovénie              | UAE Team Emirates     | 47 pts                |
| 5e                    | Paweł Poljański       | Pologne               | Bora-Hansgrohe        | 44 pts                |
| 6e                    | José Joaquín Rojas    | Espagne               | Movistar Team         | 41 pts                |
| 7e                    | Esteban Chaves        | Colombie              | Orica-Scott           | 38 pts                |
| 8e                    | David de la Cruz      | Espagne               | Quick-Step Floors     | 35 pts                |
| 9e                    | Julian Alaphilippe    | France                | Quick-Step Floors     | 34 pts                |
| 10e                   | Jan Polanc            | Slovénie              | UAE Team Emirates     | 32 pts                |

### Classement du meilleur grimpeur
| Classement du meilleur grimpeur | Classement du meilleur grimpeur | Classement du meilleur grimpeur | Classement du meilleur grimpeur | Classement du meilleur grimpeur |
| ------------------------------- | ------------------------------- | ------------------------------- | ------------------------------- | ------------------------------- |
|                                 | Coureur                         | Pays                            | Équipe                          | Point(s)                        |
| 1er                             | Davide Villella                 | Italie                          | Cannondale-Drapac               | 38 points                       |
| 2e                              | Christopher Froome              | Royaume-Uni                     | Sky                             | 21 pts                          |
| 3e                              | Darwin Atapuma                  | Colombie                        | UAE Emirates                    | 18 pts                          |
| 4e                              | Thomas De Gendt                 | Belgique                        | Lotto-Soudal                    | 17 pts                          |
| 5e                              | José Joaquín Rojas              | Espagne                         | Movistar                        | 14 pts                          |
| 6e                              | Romain Bardet                   | France                          | AG2R La Mondiale                | 12 pts                          |
| 7e                              | Alexandre Geniez                | France                          | AG2R La Mondiale                | 11 pts                          |
| 8e                              | Lluís Mas                       | Espagne                         | Caja Rural-Seguros RGA          | 11 pts                          |
| 9e                              | Miguel Ángel López              | Colombie                        | Astana                          | 10 pts                          |
| 10e                             | Rafał Majka                     | Pologne                         | Bora-Hansgrohe                  | 10 pts                          |
| modifier                        |                                 |                                 |                                 |                                 |

### Classement du combiné
| Classement du combiné | Classement du combiné | Classement du combiné | Classement du combiné | Classement du combiné |
| --------------------- | --------------------- | --------------------- | --------------------- | --------------------- |
|                       | Coureur               | Pays                  | Équipe                | Point(s)              |
| 1er                   | Christopher Froome    | Royaume-Uni           | Sky                   | 5 points              |
| 2e                    | Esteban Chaves        | Colombie              | Orica-Scott           | 21 pts                |
| 3e                    | Vincenzo Nibali       | Italie                | Bahrain-Merida        | 26 pts                |
| 4e                    | Miguel Ángel López    | Colombie              | Astana                | 31 pts                |
| 5e                    | José Joaquín Rojas    | Espagne               | Movistar              | 39 pts                |
| 6e                    | Wilco Kelderman       | Pays-Bas              | Sunweb                | 40 pts                |
| 7e                    | Michael Woods         | Canada                | Cannondale-Drapac     | 45 pts                |
| 8e                    | Romain Bardet         | France                | AG2R La Mondiale      | 49 pts                |
| 9e                    | Nicolas Roche         | Irlande               | BMC Racing            | 61 pts                |
| 10e                   | Jan Polanc            | Slovénie              | UAE Emirates          | 68 pts                |
| modifier              |                       |                       |                       |                       |

### Classement par équipes
| Classement par équipes | Classement par équipes | Classement par équipes | Classement par équipes |
| Équipe                 | Équipe                 | Pays                   | Temps                  |
| ---------------------- | ---------------------- | ---------------------- | ---------------------- |
| 1re                    | Movistar Team          | Espagne                | 135 h 24 min 05 s      |
| 2e                     | Astana                 | Kazakhstan             | + 1 min 49 s           |
| 3e                     | Sky                    | Royaume-Uni            | + 7 min 40 s           |
| 4e                     | Orica-Scott            | Australie              | + 17 min 36 s          |
| 5e                     | UAE Team Emirates      | Émirats arabes unis    | + 17 min 55 s          |
| 6e                     | Caja Rural-Seguros RGA | Espagne                | + 44 min 40 s          |
| 7e                     | Team Sunweb            | Allemagne              | + 46 min 15 s          |
| 8e                     | Bahrain-Merida         | Bahreïn                | + 51 min 08 s          |
| 9e                     | BMC Racing Team        | États-Unis             | + 54 min 59 s          |
| 10e                    | Lotto NL-Jumbo         | Pays-Bas               | + 59 min 01 s          |

## Abandon
- 89 -  Domenico Pozzovivo (AG2R La Mondiale) : abandon